# Castelfranco Veneto
Pour les articles homonymes, voir Castelfranco.
Castelfranco Veneto est une ville italienne d'environ 33 500 habitants, située dans la province de Trévise, dans la région Vénétie, dans le Nord-Est de l'Italie, entre les villes de Trévise, Padoue et Vicence. Cette ville est entourée de remparts  abritant un centre historique avec un château médiéval en parfait état de conservation. Ce fut là que naquit en 1477 le célèbre peintre Giorgione dont une œuvre majeure, la Pala di Castelfranco, est conservée dans le Dôme de la ville. C'est également la ville natale de Pietro Pagello, médecin et écrivain connu surtout pour avoir été l'amant de George Sand aux dépens d'Alfred de Musset lors de leur séjour à Venise.

## Géographie
La ville de Castelfranco est située dans la commune du même nom, une vaste plaine fertile arrosée par le fleuve Muson. Son emplacement en fait un nœud de communication entre les diverses villes alentour.

## Histoire
Castelfranco fut fondée en 1195 lorsque Trévise éprouva la nécessité de construire une place forte aux confins de son territoire afin de faire face à ses rivales Padoue et Vicence, sur un lieu qui présentait l’avantage de se trouver  sur un terre-plein, à l’intersection de la via Postumia et la via Aurelia.
Les habitants du castello n'étaient pas des soldats, mais des citoyens libres qui, en s'y établissant, jouissaient d'une exemption de l'impôt, d’où le toponyme castel-franco. Le castello était administré par deux consuls qui s’alternaient à tour de rôle, tous les six mois et qui, outre les tâches civiles, avaient compétence pour administrer la justice. 
En 1246 le castello passe dans les mains de Ezzelino III da Romano, dit le féroce, qui en renforça les fortifications, puis il retourna à Trévise à la suite de la mort du « tyran ».
En 1329 la ville passa à Cangrande della Scala, seigneur de Vérone.

## Économie
Castelfranco est aujourd'hui un centre économique et industriel de la Vénétie.

## Personnes nées à Castelfranco Veneto
- Agostino Steffani (1654 - 1728 Francfort-sur-le-Main) : évêque, diplomate, organiste, compositeur ;
- Alessandro Ballan : cycliste, champion du monde sur route en 2008 ;
- Bernardino Zanetti : historien ;
- Francesco Guidolin : entraîneur ;
- Giorgione ; peintre ;
- Pietro Pagello : amant de George Sand ;
- Tina Anselmi : femme politique.
- Paola Drigo : écrivaine
- Maria Oliva Bonaldo (1893-1976) religieuse fondatrice de la congrégation des filles de l'Église.
- Manuela Giugliano : footballeuse.

## Monuments et lieux  d'intérêt
- Le château[2].

## Administration
| Période                                  | Période  | Identité        | Étiquette | Qualité       |
| ---------------------------------------- | -------- | --------------- | --------- | ------------- |
| 19 avril 2005                            | En cours | Maria Gomierato |           | centre-gauche |
| Les données manquantes sont à compléter. |          |                 |           |               |

### Hameaux
Treville, Salvarosa, Salvatronda, Campigo, Sant'Andrea oltre Muson.

### Communes limitrophes
Castello di Godego, Loreggia, Resana, Riese Pio X, San Martino di Lupari, Santa Giustina in Colle, Vedelago.